# فیش خابور
فیش خابور (به عربی: فیشخابور) یک منطقهٔ مسکونی در عراق است که در شهرستان زاخو واقع شده‌است.

### نام گذاری و ریشه آن
فیشخابور دگرگونه شده واژه ساسانی پیروز شاپور میباشد که کتیبه کعبه زرتشت به ان پرداخته شده است
متن ساسانی
ud amāh mešīk az] ēd kird pērōzš[ābuhr] nām [ēstād].
تغییر میشک که امروز ناحیه در موصل عراق اعراب به ان باشک یا باشیق می گویند تنها محل مرزی نام فیشخابور باقی مانده است

متن پهلوی اشکانی
ud amā Mišik až ēd kard Pērōz-Šābuhr nām awestād.
و ما مشیک را به نام پیروز شاپور کردم